# Маракай
Марака̀й (на испански: Maracay) е град в североцентрална Венецуела. Намира се в щата Арагуа и е негова столица и най-голям град. Населението на Маракай е 396 125 жители (2001 г.), а общата му площ е 311,57 км². Разположен е на 436 метра надморска височина. Основан е на 5 март 1701 г.